# Jérôme-Joseph de Momigny
Jérôme-Joseph de Momigny, né à Philippeville en Belgique (alors possession autrichienne) le 20 janvier 1762 et mort à l’asile de Charenton (aujourd'hui à Saint-Maurice dans le Val-de-Marne) le 25 août 1842, est un compositeur, musicologue, éditeur et homme politique français.

## Biographie
De 1800 à 1828, il eut une maison d'édition à Paris, où il imprimait lui-même ses écrits. En 1806, il publia son Cours complet d'harmonie et de composition d'après une théorie neuve et générale de la musique, ouvrage dans lequel il expose des théories sur le rythme et le phrasé musical en avance sur son époque. Y figure notamment une théorie sur la signification du levé par rapport au frappé, qui ne fut pas acceptée par l’Académie, mais fut reprise plus tard par Hugo Riemann. Selon Momigny, la levée anticipe le frappé et toute la phrase musicale doit être jouée ou chantée avec autant de poids que la levée. Un tel phrasé est typique pour le jazz ; certains interprètes classiques le pratiquent également.
Momigny participa également à la rédaction des deux volumes de l’Encyclopédie méthodique de Panckoucke consacrés à la musique, parus en 1818.

## Publications
Écrits sur la musique
- Cours complet d'harmonie et de composition d'après une théorie neuve et générale de la musique, 3 vol., 1806
- Exposé succinct du seul système musical qui soit vraiment fondé et complet, lu à la classe des beaux-arts de l'Institut, le 17 décembre 1808, 1808
- Réponse aux observations de M. Morel, ou à ses attaques contre la seule vraie théorie de la musique, s. d.

Écrits politiques
- De l'ordre et du désordre, et de l'ordre du jour, 1825
- De la monarchie selon elle-même et selon Dieu et le bon sens, essai dédié aux puissances paternelles, seules amies de l'humanité, seules conformes à la raison, 1826
- À MM. les députés des départemens, 1828
- À Louis-Philippe, roi des Français, de l'ordre et du désordre dans les êtres et les choses, 1831
- La Grande nouvelle humanitaire, 1837
- À la France de la monarchie et du bon ordre, s. d.